# 28342 Haverhals
28342 Haverhals è un asteroide della fascia principale. Scoperto nel 1999, presenta un'orbita caratterizzata da un semiasse maggiore pari a 2,9363063 au e da un'eccentricità di 0,0559117, inclinata di 2,84739° rispetto all'eclittica.